# 1545 в Україні

## Особи

### Народились
- Войцех Капінос (1545—1610) — архітектор. Працював у Львові. Відомий також як Альберт Муратор (Albertus Murator).

### Померли
- 12 квітня Станіслав Одровонж (львівський каштелян) (1509—1545) — польський шляхтич, державний діяч Королівства Ягеллонів.

## Засновані, зведені
- Засновано місто Гайсин (районний центр Вінницької області).
- Перша згадка про селище Черняхів (районний центр Житомирської області) в люстрації за 1545 рік, Липовець.
- Перша згадка про село Тилявка (Шумський район Тернопільської області) 1545 рік.
- Засновано село Гнідин (Бориспільський район Київської області).
- Письмові згадки про: Іваничі (Волинська область), Вороновиця (смт) (Вінницький район), Птича (Дубенський район), Вовковиї та Хрінники (Демидівський район), Опарипси (Радивилівський район), Рогізне (Рівненська область), Шубків (Рівненський район), Тучин (Гощанський район), Мирків (Горохівський район).
- Білозірка (Лановецький район)
- Бобичі
- Верхів
- Війниця (Млинівський район)
- Вороне (Жашківський район)
- Губин (Локачинський район)
- Катеринопіль (смт)
- Корнин (село)
- Курозвани
- Марковичі (Локачинський район)
- Неморож
- Ситківці
- Сьомаки (Жмеринський район)
- Теслугів
- Хорошів (смт)
- Костел Святого Якуба (Луцьк)